# Harpactea oranensis
Harpactea oranensis este o specie de păianjeni din genul Harpactea, familia Dysderidae, descrisă de Robert Bosmans și Beladjal, 1991.
Este endemică în Algeria. Conform Catalogue of Life specia Harpactea oranensis nu are subspecii cunoscute.